# Politique étrangère de Bachar al-Assad

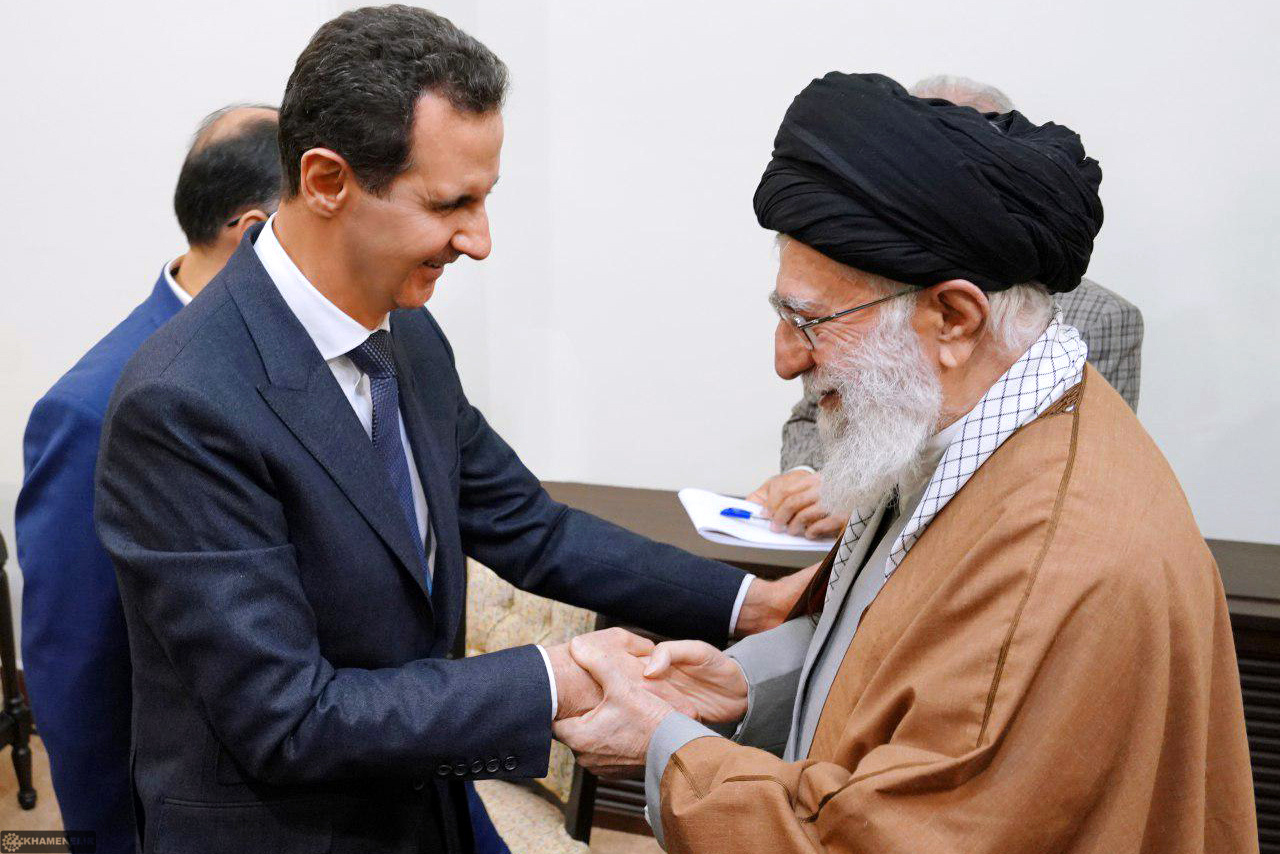
Bachar el-Assad avec Ali Khamenei (Téhéran, 25 février 2017).

La politique étrangère du président syrien Bachar al-Assad est basée sur la continuité des politiques de l'époque de la guerre froide de son père et prédécesseur, Hafez al-Assad, qui est sacrilisé comme leur « al-Muqaddas » (chef sanctifié) par les autorités du Parti Baas syrien. Hafez a étroitement allié la Syrie baasiste au bloc soviétique et a adopté une stratégie antisioniste dans la région en renforçant l'armée syrienne, qu'il a intégré au parti Baas en emballant ses officiers avec des loyalistes baasistes d'origine alaouite et le financement de nombreux groupes militants comme le PKK, le Hezbollah et d'autres groupes pro-iraniens.
Lors de sa succession en 2000, Bashar a maintenu la politique étrangère intransigeante de son père, telle que l'alliance avec l'Iran, le soutien au Hezbollah et la poursuite d'un programme anti-occidental. Bien qu'il ait tenté d'intégrer la Syrie dans le système régional, Bachar s'est empêtré dans des rivalités avec la Turquie et l'Arabie saoudite au cours de sa première décennie. Le soutien militaire de Bachar au Hezbollah et aux mandataires soutenus par l'Iran au Liban est devenu « l'élément central de sa doctrine de sécurité ». La Syrie a également relancé son alliance avec l'État successeur de l'Union soviétique, la Russie, avec le ferme soutien de Vladimir Poutine, qui assure régulièrement la couverture d'Assad au Conseil de sécurité,.

## Irak
Contrairement à Hafez, Bachar a amélioré ses relations avec Saddam. Sous Bachar, la Syrie a ignoré les sanctions du CSNU contre l'Irak et a aidé l'Irak à importer illégalement du pétrole. La Syrie s'est fortement opposée à l'invasion américaine de l'Irak en 2003. Bachar a permis à des volontaires de traverser la Syrie pour combattre les États-Unis et a abrité des Irakiens baasistes. L'administration de George W. Bush a accusé Bachar de soutenir les efforts de guerre irakiens tandis que Bachar aurait décrit le gouvernement américain comme un "groupe d'extrémistes" qui a utilisé les attentats du 11 septembre pour "porter atteinte aux valeurs et principes humanitaires". La Syrie a également accueilli plus de 2 millions d'Irakiens, leur offrant refuge.
Assad a utilisé le siège de la Syrie dans l'un des postes tournants du Conseil de sécurité des Nations Unies (CSNU) pour tenter d'empêcher l'invasion de l'Irak. Selon l'officier de renseignement américain vétéran Malcolm Nance, le gouvernement syrien avait développé des relations profondes avec l'ancien vice-président du Conseil de commandement révolutionnaire irakien Izzat Ibrahim al-Douri. Malgré les différences historiques entre les deux factions du Baas, al-Douri aurait exhorté Saddam à ouvrir des oléoducs avec la Syrie, établissant une relation financière avec la famille Assad. Après l'invasion de l'Irak en 2003, al-Douri aurait fui à Damas où il a organisé le Commandement national de la résistance islamique qui a coordonné les principales opérations de combat pendant l'insurrection irakienne. En 2009, le général David Petraeus, qui dirigeait à l'époque le commandement central américain, a déclaré aux journalistes d'Al Arabiya qu'al-Douri résidait en Syrie.

## Conflit arabo-israélien
Les États-Unis, l'UE, l'Alliance du 14-Mars et la France accusent Assad de fournir un soutien aux groupes militants actifs contre Israël et aux groupes politiques d'opposition. Cette dernière catégorie comprendrait la plupart des partis politiques autres que le Hezbollah, le Hamas et le Jihad islamique palestinien.
Dans un discours sur la guerre du Liban de 2006 en août 2006, Assad a déclaré que le Hezbollah avait « hissé la bannière de la victoire », saluant ses actions comme une « résistance réussie ».
Selon des câbles américains divulgués, Assad a qualifié le Hamas d'"invité non invité" et a déclaré : "Si vous voulez que je sois efficace et actif, je dois avoir une relation avec toutes les parties. Le Hamas est les Frères musulmans, mais nous devons faire face à la réalité de leur présence", comparant le Hamas aux Frères musulmans syriens qui ont été écrasés par son père, Hafez al-Assad. Il a également déclaré que le Hamas disparaîtrait si la paix était apportée au Moyen-Orient,,.
Lors de la visite du pape Jean-Paul II en Syrie en 2001, Assad a demandé des excuses aux musulmans pour les croisades et a critiqué le traitement israélien des Palestiniens, déclarant que « les territoires du Liban, du Golan et de la Palestine ont été occupés par ceux qui ont tué le principe de l'égalité lorsqu'ils prétendaient que Dieu avait créé un peuple distingué au-dessus de tous les autres peuples ». Il a également comparé la souffrance des Palestiniens aux mains des Israéliens à la souffrance endurée par Jésus en Judée, et a déclaré qu'"ils ont essayé de tuer les principes de toutes les religions avec la même mentalité dans laquelle ils ont trahi Jésus-Christ et de la même manière qu'ils ont essayé de trahir et de tuer le prophète Muhammad". Répondant aux accusations selon lesquelles son commentaire était antisémite, Assad a déclaré que "Nous, en Syrie, rejetons le terme antisémitisme... Les sémites sont une race et [les Syriens] non seulement appartiennent à cette race, mais sont son noyau. Le judaïsme, en revanche, est une religion qui peut être attribuée à toutes les races."

## États-Unis
Assad a rencontré des scientifiques et des responsables politiques américains lors d'une visite de diplomatie scientifique en 2009, et il a exprimé son intérêt pour la construction d'universités de recherche et l'utilisation de la science et de la technologie pour promouvoir l'innovation et la croissance économique.
En réponse au décret exécutif 13769 qui ordonnait que les réfugiés de Syrie soient suspendus indéfiniment de la possibilité de se réinstaller aux États-Unis, Assad a semblé défendre la mesure, déclarant : « C'est contre les terroristes qui infiltreraient certains des immigrants vers l'Occident.. Je pense que le but de Trump est d'empêcher ces gens de venir", ajoutant que ce n'était "pas contre le peuple syrien". Cette réaction contrastait avec d'autres dirigeants de pays touchés par le décret exécutif qui l'ont condamné.

## Voir également
- Bachar al-Assad